# ستيوارت ديفيس (كاتب أغاني)
ستيوارت ديفيس (بالإنجليزية: Stuart Davis)‏ هو كاتب أغاني أمريكي، ولد في 11 يناير 1971 في دي موين في الولايات المتحدة.

## وصلات خارجية
- الموقع الرسمي
- ستيوارت ديفيس على موقع ميوزك برينز (الإنجليزية)
- ستيوارت ديفيس على موقع ديسكوغز (الإنجليزية)